# Triângulo de Ouro da Arte
O Triângulo de Ouro da Arte é um grupo de três museus, situados na capital espanhola,Madrid, constituido pelos três museus mais importantes da cidade: o Museu do Prado, o Museu Nacional Centro de Arte Reina Sofia e o Museu Thyssen-Bornemisza. 
O nome "Triângulo de Ouro da Arte", deve-se à localização de cada um dos museus, que formam um triângulo.